# Nittedals kommun
Nittedals kommun (norska: Nittedal kommune) är en kommun i landskapet Romerike i Akershus fylke i sydöstra Norge. Centralort (norska: administrasjonssenter) är tätorten Rotnes. Kommunen gränsar i norr till Lunners kommun samt till Nannestads kommun, i öster till Gjerdrums kommun, i sydöst till Lillestrøms kommun, och i söder och väster till Oslo kommun.
I Nittedal ligger Telenor Teleport varifrån alla tv-kanaler i Canal Digitals utbud upplänkas till Thor-satelliten.

## Administrativ historik
Nittedals kommun bildades på 1830-talet, samtidigt med flertalet andra norska kommuner.
1984 överfördes två obebodda områden mellan Nittedals kommun och Oslo kommun.

## Tätorter
I Nittedals kommun finns fyra tätorter, där huvuddelen av befolkningen bor:
- Løstad
- Oslo (del av)
- Rotnes (centralort)
- Åneby

Orterna Grønvoll och Hakadal har tidigare räknats som egna tätorter men räknas numera som delar av tätorten Løstad.

## Socknar
Inom Norska kyrkan är Nittedals kommun indelad i två socknar:
- Hakadals socken
- Nittedals socken

Socknarna ingår i Nedre Romerike prosteri i Borgs stift.

## Bilder

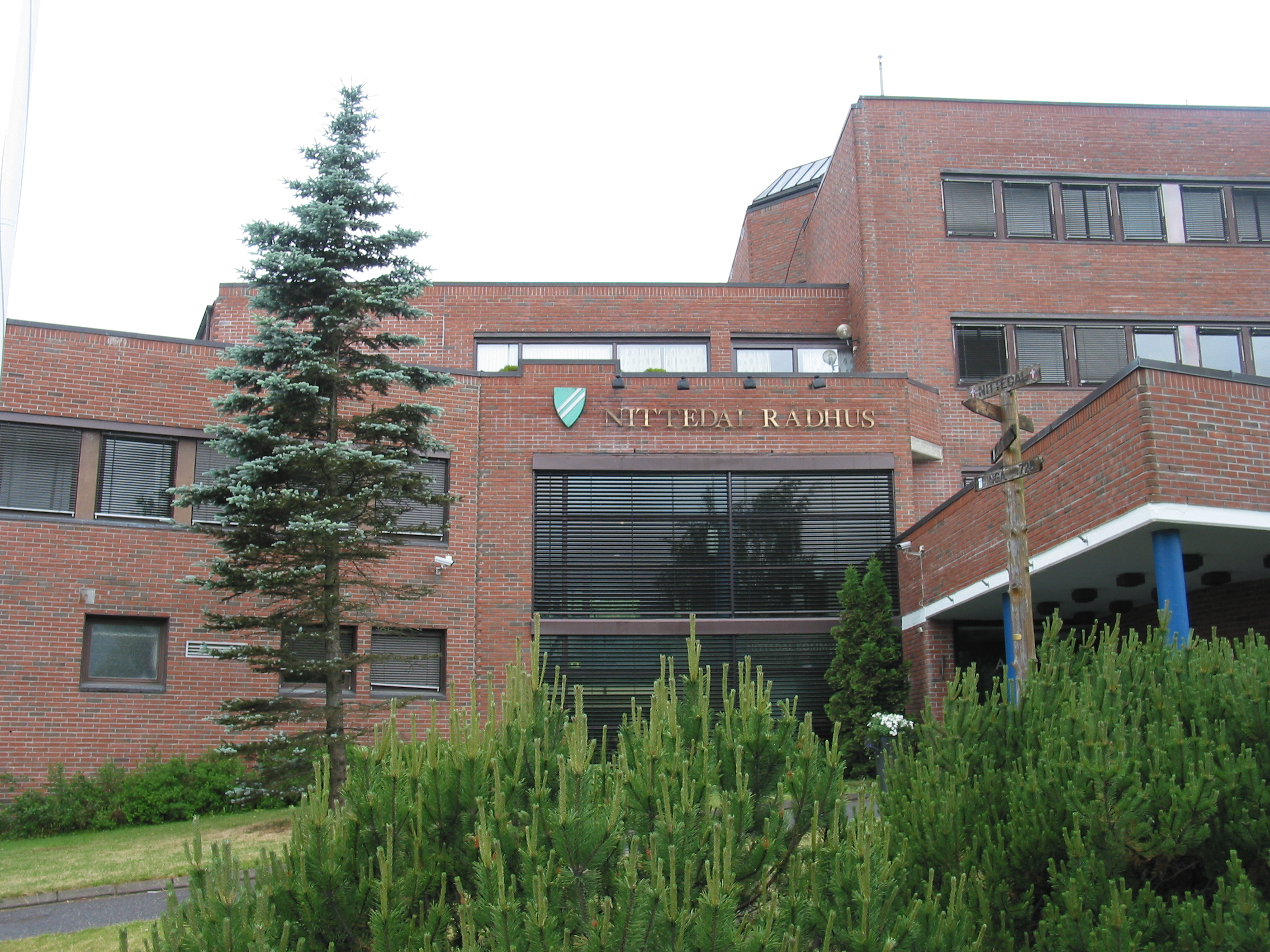
Nittedals rådhus i Rotnes.
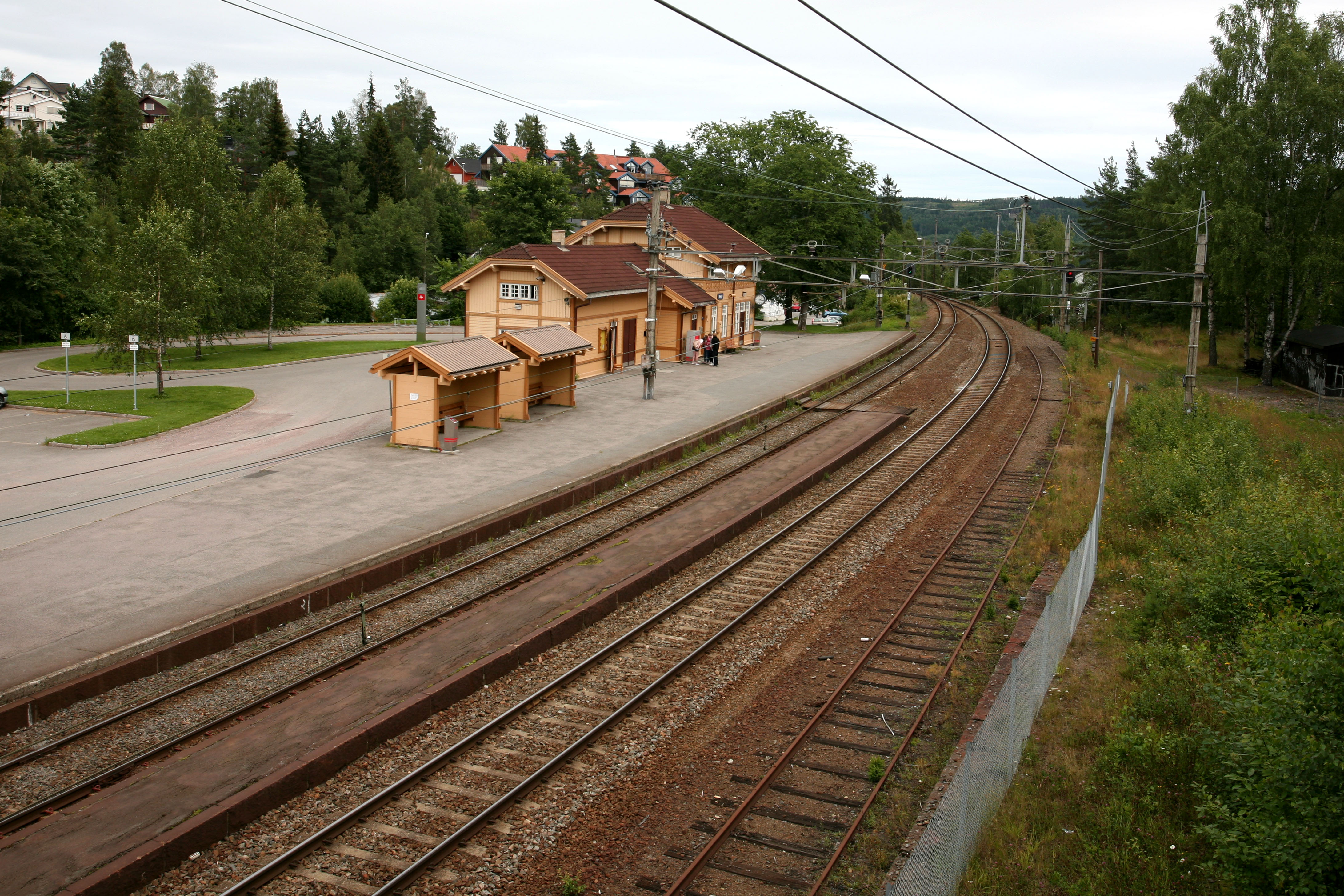
Nittedals järnvägsstation i Rotnes.